# 盛港公共图书馆
盛港公共图书馆（英語：Sengkang Public Library）是一所位于盛港规划区新加坡圖書館管理局旗下的公共圖書館，并于2002年正式开幕。此图书馆位于勘宝坊的三楼与四楼。

## 历史
此图书馆的原名是盛港民众图书馆（英語：Sengkang Community Library），于2002年11月30日由担任副总理兼内政部长的张志贤宣布正式落成并向公众开放。 2008年改名为盛港公共图书馆。
2015年10月，此图书馆进行为期一年半的翻新，并于2017年3月18日重新开放。人民行动党副主席雅国主持了重新开馆仪式。 此图书馆目前占据勘宝坊的三楼与四楼，比之前大百分之十八。

## 場內設備
盛港公共圖書館的設施包括：
- 成人圖書館
- 少年图书馆
- 兒童圖書館

## 交通
附近的交通设施包括：
- 盛港地铁站
- 盛港巴士轉換站